# Велика Лавровка
Велика Лавро́вка (рос. Больлшая Лавровка) — селище у складі Полевського міського округу Свердловської області.
Населення — 51 особа (2010, 81 у 2002).
Національний склад станом на 2002 рік: росіяни — 89 %.